# 嘱託制度
嘱託制度（しょくたくせいど）とは、雇用形態のひとつで、臨時に人材を非常勤職員や嘱託社員として雇用する制度。

## 概要
地方公共団体などが嘱託制度を採用する場合、現在では地方公務員法第3条第3項より嘱託職員雇用等管理規程を基本的に設定している。非常勤の臨時職員を採用する場合は、地方公務員法第22条第2項に規定されている。こうした職員は臨時的任用職員、22条職員などと呼ばれる。令和2年度以降は、会計年度任用職員として、国の非常勤職員に類似の制度となっており、任用期間が3年度以降をまたぐ場合（年度ごとに更新を行った場合を含む）は、3月31日付でいったん退職して新たに公募へ応募する制度に改められている。
なお「嘱託契約」といった場合の「嘱託」というのは、「業務委託」という意味を含めている。嘱託職員には労働基準法が適用されている。基本的には契約期間が定まっているため、契約に定められている期間の終了時で雇用関係も消滅する。なお、このとき契約更新といった継続手続きによって引き続き任用される場合もある。ただし、更新しないといった場合、それは解雇にはあたらない。こうした場合は、1ヶ月前の予告開示なども必要としない。

## 学校教育の上での「教員・会計年度任用職員職員」
初等・中等教育の段階の学校では、非常勤の職員として、会計年度任用職員での特別支援教育支援員・支援員・指導補助員や特別支援学校での実習助手を採用する場合がある。
大学の場合は、教授の定年退職後も引き続き、再雇用の形で教壇に立つことや研究活動を行う場合があり、非常勤講師とは異なり、（嘱託の）教授あるいは特任教授と扱うケースがある。